# Чаплинек
Чаплинек (пол. Czaplinek, нем. Tempelburg), бывш. Темпельбург — город в Польше, входит в Западно-Поморское воеводство, Дравский повят. Имеет статус городско-сельской гмины. Занимает площадь 13,62 км². Население — 7184 человек (на 2013 год).